# Autostrada A29 (Portugalia)
Autostrada A29 (port. Autoestrada A29, Autoestrada da Costa da Prata) – autostrada w północnej Portugalii, przebiegająca przez dystrykty Porto i Aveiro.
Autostrada łączy aglomerację Porto z Espinho, Ovar i Aveiro, gdzie łączy się z autostradą . Biegnie równolegle do autostrady .